# Rã-de-focinho-pontiagudo
A rã-de-focinho-pontiagudo (Discoglossus galganoi) é uma espécie de rã da família Discoglossidae.
Pode ser encontrada em Portugal e Espanha.
O seu habitat natural inclui florestas temperadas, vegetação arbustiva mediterrânica ou temperada, rios, rios intermitentes, pântanos, marismas de água-doce permanentes ou temporários, zonas costeiras arenosas, terrenos aráveis e pastagens.
Está ameaçada por destruição de habitat.

## Fonte
- Bosch, J., Beja, P., Tejedo, M., Lizana, M., Martínez-Solano, I., Salvador, A., García-París, M. & Gil, E.R. 2004.  Discoglossus galganoi.   2006 IUCN Red List of Threatened Species.   Downloaded on 21 July 2007.

- Este artigo foi inicialmente traduzido, total ou parcialmente, do artigo da Wikipédia em inglês cujo título é «Iberian Painted Frog», especificamente desta versão.